# Rejon buski
Rejon buski (ukr. Буський район) – dawna jednostka administracyjna Ukrainy, a wcześniej także Ukraińskiej Socjalistycznej Republiki Radzieckiej w Związku Socjalistycznych Republik Radzieckich, funkcjonująca w latach 1940–1941 i 1946–2020. Należał do obwodu lwowskiego. Siedzibą rejonu był Busk.
Według spisu powszechnego z roku 2001 rejonie żyło 50 900 ludzi, w tym 300 Rosjan (0,6%) i 100 (0,2%) Polaków. Powierzchnia rejonu wynosiła 856 km².

## Historia
Rejon buski został utworzony 17 stycznia 1940 na podstawie dekretu Prezydium Rady Najwyższej USRR o podziale na rejony zachodnich obwodów USRR, kiedy to w obwodzie lwowskim utworzono 37 rejonów, między innymi buski. Rejon objął następujące obszary, należące przed wojną do województwa tarnopolskiego:
- miasto Busk z powiatu kamioneckiego;
- całą zniesioną gminę Busk z powiatu kamioneckiego;
- całą zniesioną gminę Grabowa z powiatu kamioneckiego;
- część zniesionej gminy Toporów (gromady Stołpin i Toporów[3]) z powiatu radziechowskiego;
- część zniesionej gminy Sokołówka (gromady Bajmaki i Bołożynów[4]) z powiatu złoczowskiego.

Rejon buski przestał istnieć wraz z wybuchem wojny niemiecko-radzieckiej 22 czerwca 1941. Jego tereny weszły w skład Landkreis Kamionka-Strumilowa dystryktu galicyjskiego Generalnego Gubernatorstwa.
Rejon został odtworzony 23 lipca 1944, po zajęciu tych terenów przez Armię Czerwoną.
W 1946 roku rejon ponikowicki podzielony był na 18 rad: 1 miejską (Busk) i 17 wiejskich (stan na 1 września 1946): Adamy, Bajmaki (rejon buski), Bołożynów, Czanyż, Grabowa (Ukraina), Humniska, Huta (do 1946 Huta Połoniecka), Jabłonówka, Kupcze, Lanerówka, Pobużany, Rakobuty, Sokole, Stołpin, Toporów, Wierzblany, Wolica Derewlańska i Żuratyn.
4 marca 1959 do rejonu buskiego włączono części zniesionych rejonów kraśnieńskiego i nowomilatyńskiego.
30 grudnia 1962 do rejonu rejonu buskiego włączono część zniesionego rejonu oleskiego.
Rejon buski zlikwidowano w związku z reformą administracyjną w 2020 roku, kiedy to jego obszar wcielono do nowego rejonu złoczowskiego.

## Spis miejscowości
- Angełówka (Янгелівка)
- Baczka (Бачка)
- Bajmaki (Баймаки)
- Bałuczyn (Балучин)
- Bażany (Бажани)
- Bezbrudy (Безброди)
- Bogdanówka (Богданівка)
- Bołożynów (Боложинів)
- Brachówka (Брахівка)
- Budyhołosz (Будиголош)
- Busk (Буськ)
- Chwatów (Хватів)
- Cyków (Циків)
- Czanyż (Чаниж)
- Czuczmany (Чучмани)
- Czyszki (Чішки)
- Duniów (Дунів)
- Firlejówka (Андріївка)
- Gajowskie (Гаївське)
- Grabina (Грабина)
- Grabowa (Грабова)
- Horbacze (Горбачі)
- Hucisko Turzańskie (Гутисько-Тур'янське)
- Humniska (Гумниська)
- Huta Połoniecka (Гута)
- Jabłonówka (Яблунівка)
- Juśkowice (Йосипівка)
- Kąty (Кути)
- Kędzierzawce (Кудирявці)
- Kolonia Jabłonówka (Рокитне)
- Kozłów (Кізлів)
- Krasne (Красне)
- Kupcze (Купче)
- Kutkorz[11] (Куткір)
- Lanerówka (Ланерівка)
- Lasowe k. Czanyża (Лісове)
- Lasowe k. Toporowa (Лісове)
- Lasowe k. Turze (Лісове)
- Lisko (Лісок)
- Łabacz (Лабач)
- Łętków (Леньків)
- Maraszczanka (Маращанка)
- Milatyn Nowy (Новий Милятин)
- Milatyn Stary (Старий Милятин)
- Niwy (Ниви)
- Nowosiółki Liskie (Новосілки)
- Olesko (Олесько)
- Ostrowczyk Polny (Острівчик-Пильний)
- Ostrów (Острів)
- Ożydów (Ожидів)
- Pawłyków (Павлики)
- Pietrycze (Петричі)
- Pobużany (Побужани)
- Podstawki (Підставки)
- Połonice (Полоничі)
- Połtew (Полтва)
- Przewłoczna (Переволочна)
- Rakobuty (Ракобовти)
- Rusiłów (Русилів)
- Ryżany (Рижани)
- Rzepniów (Ріпнів)
- Rzepniów Nowy (Новий Ріпнів)
- Sedory (Сидори)
- Sokole (Соколя)
- Sokołówka (Соколівка)
- Stołpin (Стовпин)
- Stronibaby (Сторонибаби)
- Terebieże (Теребежі)
- Toporów[12] (Топорів)
- Turze (Тур'я)
- Uciszków (Утішків)
- Widełka (Думниця)
- Wierzblany (Вербляни)
- Wolica Derewlańska (Волиця-Деревлянська)
- Wołujki (Волуйки)
- Zabłotne (Заболотне)
- Zabłotem (Заболото)
- Za Brodem (Забрід)
- Zadwórze (Задвір'я)
- Zakomarze (Закомар'я)
- Zastawne (Застав'є)
- Zawodzkie (Заводське)
- Żuratyn (Журатин)